# ريتشارد الثالث (ملك إنجلترا)
ريتشارد الثالث (1452-1485) هو ابن الملك ريتشارد يورك والشقيق الأصغر للملك إدوارد الرابع. أنتزع التاج من أبن أخيه إدوارد الخامس وسجنه مع شقيقه ريتشارد في برج لندن حيث قتلا هناك. كانت حرب الوردتين لا زالت مستمرة في عهده، وهو آخر حكام بيت يورك. هزمه هنري تيدور، ليتوج ملكًا تحت اسم الملك هنري السابع.
ريتشارد الثالث:حكم إنجلترا من عام 1483 إلى 1485، دام حكمه سنتين فقط وذلك حين قتل في معركة حقل بوسورث والتي دارت أحداثها في 22 أغسطس 1485 بين عائلة يورك التي ينتمي لها وبين أسرة لانكاستر الانجليزيتين، وهي إحدى الحروب العديدة التي دارت بين العائلتين واستمرت مدة ثلاثون عاما وسميت بحرب الوردتين نسبة إلى شعار لانكستر الوردة الحمراء وشعار يورك الوردة البيضاء، وكان النصر من حليف أسرة لانكاستر وفيها قتل الملك ريتشارد الثالث آخر ملوك عائلة يورك والأخير من سلالة بلانتاجانت العريقة التي ترجع جذورها إلى عام 1145.

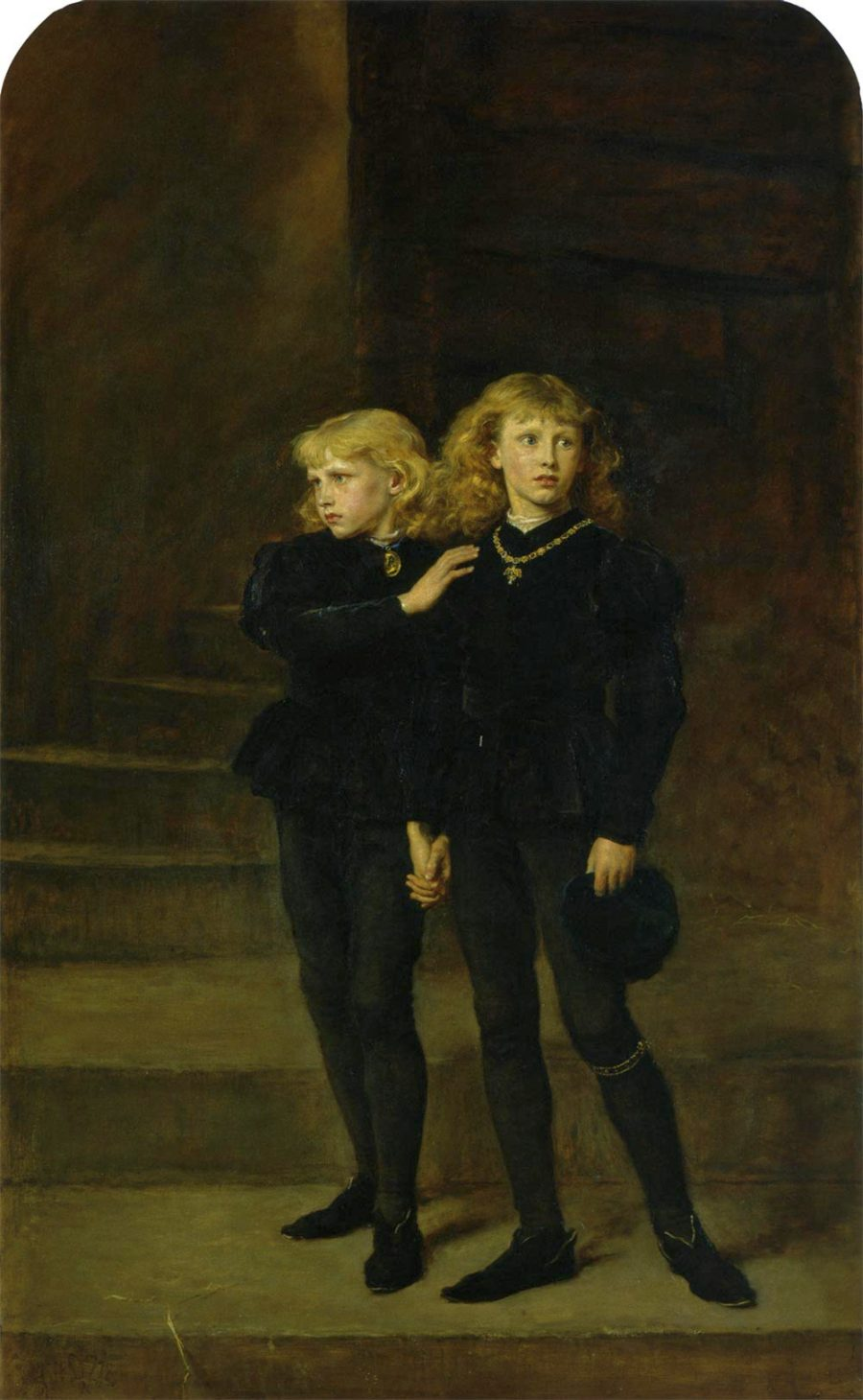
الأخوين إدوارد الخامس وشقيقه ريتشارد في برج لندن قبل مقتلهم

استخدم الروائي المشهور ويليام شكسبير عام 1591 شخصية ريتشارد الثالث في إحدى مسرحياته لتسليط الضوء على فترة حكمه وما تخلله من أحداث تاريخية مهمة أدت إلى مقتله في معركة بوسورث.
بعد وفاة أخيه الأكبر إدوارد الرابع ملك إنجلترا عام 1483, تم توريث الملكية إلى ابن أخيه ادوارد الخامس البالغ من العمر 12 عاما، ثم قام ريتشارد بحجز ادوارد الخامس مع أخيه الأصغر سنا في برج لندن الواقع علي ضفاف نهر التايمز تمهيدا لتتويجه ملكا على إنجلترا. لكن ما حدث هو انه في اليوم الذي يسبق تتويج ادوارد الخامس ملكا على إنجلترا قام عمه ريتشارد بمكيدة تظهر فيها تطلعه للاستيلاء على السلطة حيث أعلن فيها ببطلان زواج أم الولدين الملكة إليزابيث وودفيل وان أبنائها التسعة جميعهم غير شرعيين (اثنان من زوجها السابق وسبعة من الملك ادوارد الرابع).
استطاع ريتشارد بدهائه من الحصول على موافقة مجلس اللوردات ومجلس العموم بعدم أحقية الأبناء بالحكم واصدر بذلك حكما بإعدام الأخوين الأمير ادوارد الخامس وأخيه الأمير ريتشارد عام 1483, ثم أعلن نفسه ملكا على إنجلترا في 6 يوليو 1483.
خلال فترة حكم ريتشارد حدث تمردين احدهما من قبل خصمه هنري ستانفورد دوق بكنجهام والذي مني بالهزيمة وتم إعدامه في مدينة سالزبري، والتمرد الثاني حصل في أغسطس 1485 بقيادة هنري تودور الذي لقب لاحقا بهنري السابع، وفيها تقابل الخصمان في معركة بورسورث التي قتل فيها ريتشارد الثالث وتولى هنري السابع (هنري تودور) الحكم، ثم تزوج من إليزابيث يورك ابنة إدوارد الرابع ملك إنجلترا والتي كانت تحقد على عمها لما قام به من قتل اثنين من اخوانها.

## طفولته
ولد ريتشارد وهو الابن الثامن عام 1452, والده هو ريتشارد بلانتاغنت أو ريتشارد يورك ووالدته سيسلي نيفيل.
بعد وفاة والده تم ترحيل ريتشارد إلى الأراضي المخفضة لتجنب ويلات حروب الوردتين التي كانت لا تزال مشتعلة آنذاك، وفي منفاه تعرف على فرانسيس لوفيل الذي سيغدو لاحقا من أهم مناصريه وكذالك تعرف على آن نيفيل التي ستصبح زوجته لاحقا.
بعد سماع نبأ وفاة أبيه عاد ريتشارد مع أخيه الأصغر إلى إنجلترا للمشاركة في تنصيب أخيه الأكبر إدوارد الرابع ملك إنجلترا.
بعد اعتلائه العرش قام إدوارد الرابع ملك إنجلترا بتعيين ريتشارد قائدا مستقلا للقوات الإنجليزية في حرب الوردتين، لكن بسبب تفوق أسرة لانكستر في السيطرة على احداث المعركة، اضطر ريتشارد والملك ادوارد الرابع عام 1470 للاحتماء عند دوق بيرغندي شارل الجريء (والذي تزوج لاحقا من الأميرة مارغريت أخت ريتشارد الثالث) من دوقية بيرغندي، وذلك بسبب بعض الخيانات في صفوف مؤيديه.
اظهر ريتشارد خلال حكم أخيه الملك ادوارد براعة ومهارة عالية في إدارة المعارك لذالك تمت مكافئته بمنحه لقب محافظ مقاطعة شمال إنجلترا، والتي استطاع من خلالها زيادة سلطته وثروته.
في عام 1471 تمت ترقيته إلى أمين الخزانة الكبير ولورد أدميرال إنجلترا.

## الموافقة على العرش

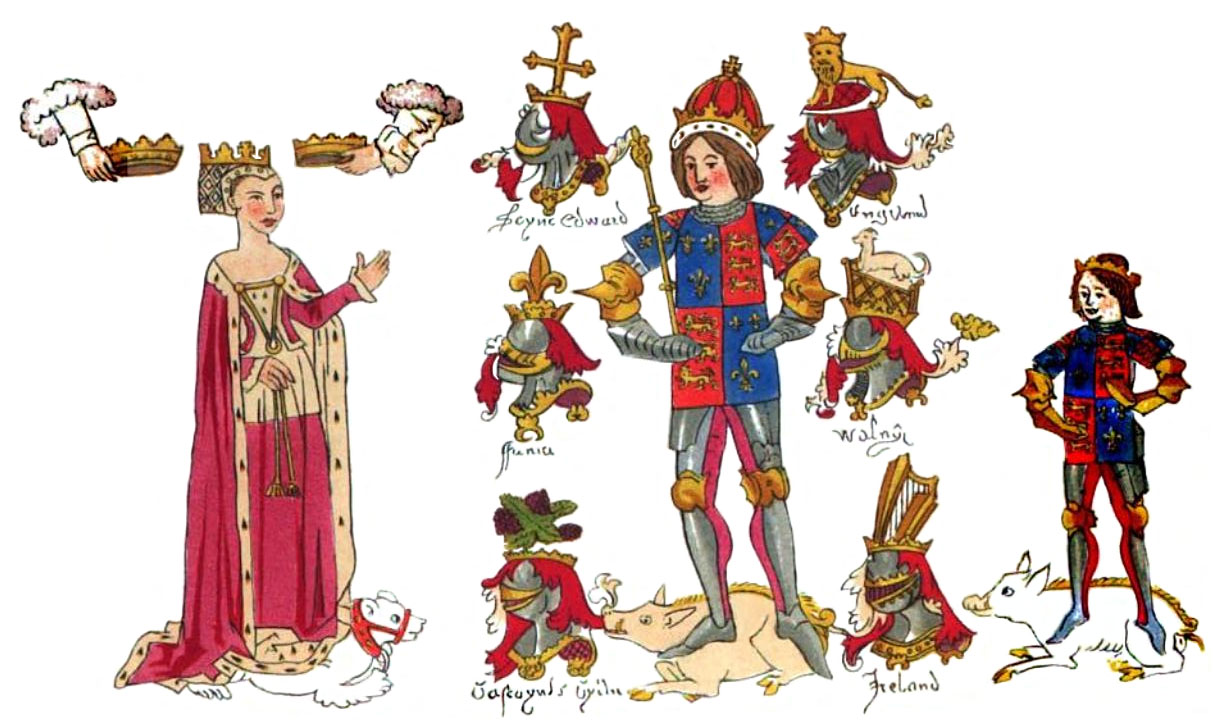
صورة معاصرة لريتشارد الثالث مع زوجته وابنه الوحيد

بعد وفاة إدوارد الرابع ملك إنجلترا تم توريث الحكم إلى ابنه الأكبر ألبرت الخامس البالغ من العمر 12 سنه، لكن هذا القرار لم يعجب ريتشارد فقام بمناورة خبيثة وذلك بسحب وتجميد كل الصلاحيات الممنوحة للملكة الأم واعتقال أبنائها ادوارد الخامس ولي العهد وأخيه ووضعهم تحت الإقامة الجبرية في برج لندن الواقع على نهر التايمز.
في نفس الوقت قام أسقف ويلز بإعلان بطلان زواج الملك ادوارد الرابع وإليزابيث مما يعني أن جميع الأولاد من ذريتهم غير شرعيين، واستند هذا الإعلان مع قرار أصدره مجلس العموم يدين هذا الزواج ويعتبر الأولاد جميعهم لقطاء، وهكذا أصبح قرار تنصيب ريتشارد ملكا على إنجلترا ممهدا وهذا ما تم في 26 يونيو 1483 في دير ويست مينستر.

## الخلافة
بعد النصر الحاسم لعائلة يورك على أسرة لانكستر في معركة تويكسبري (إحدى معارك حرب الوردتين) تزوج ريتشارد من آن نيفيل في 12 يوليو 1472 ورزق منها بابن واحد هو ادوارد مديلهام الملقب بأمير ويلز لكنه توفي بعد ذلك بقليل.
قبل معركة بوسورث توفيت زوجته ولم يكن لديه أحد يورثه خاصة بعد وفاة ابنه الوحيد، لذالك لجأ ريتشارد إلى توريث ابن أخته ادوارد من وورويك وجون ابن أخته الكبيرة إليزابيث.
من الأمور التي أقدم عليها لكن لم ينجح بسبب مقتله هو خطبته من ابنة جون الثاني ملك البرتقال الأميرة خوانا والتي كانت قد رفضت عدة عروض زواج بسبب التزامها الديني الشديد.

## تمرد 1483

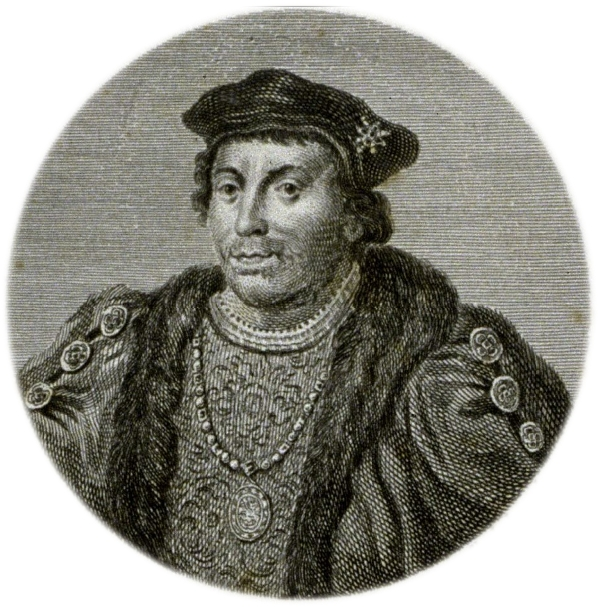
هنري ستانفورد

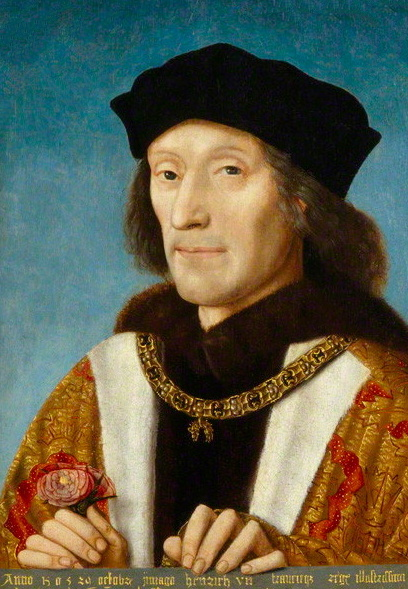
هنري السابع او هنري تودور

في هذه السنة استطاع عدد من طبقة النبلاء الساخطين على الحكم من التآمر للإطاحة بنظام الحكم والذين هم بالأساس من أنصار الملك السابق إدوارد الرابع ملك إنجلترا، ترأس المؤامرة دوق بكنجهام هنري ستانفورد والذي كان يهدف إلى إسقاط حكومة ريتشارد وتنصيب ادوارد الخامس على العرش، لكن ريتشارد استبق الأحداث وحجز ادوارد مع أخيه في برج لندن مما حدا بهنري ستانفورد باستدعاء هنري تودور من منفاه وتكوين جيش من الويلزيين واتجه بهم إلى لندن عن طريق البحر، لكن أسطولهم واجهه عاصفة هوجاء جعلته يتراجع، من جهة أخرى قاد دوق بكنجهام بنفسه قواته لمهاجمة ريتشارد لكنه واجهه المصير نفسه من أعاصير ورياح شديدة وتفرق الجيش وسهل هذا الأمر على ريتشارد لهجوم عكسي استطاع من خلاله هزيمة ستانفورد ومقتله وفشل التمرد.

## معركة بوسورث
التمرد الثاني وقع في 22 أغسطس 1485 حين تقابل جيش هنري تودور المكون من 5000 رجل وجيش ريتشارد الثالث ملك إنجلترا المكون من 8000 رجل، لكن بعض قادة جيش ريتشارد انسحبوا من المواجهة في اللحظات الأخيرة مما اثر سلبا على مجريات الأحداث بالإضافة إلى مقتل أحد أهم معاونيه جون هاورد دوق نورفولك حيث اثر مقتله على معنويات الجنود وبالتالي فقدانهم السيطرة على المعركة، لكن هذا لم يثبط من عزيمة ريتشارد الثالث الذي اندفع في وسط المعركة واستطاع أن يصرع السير وليم براندون أحد أهم الفرسان واقترب كثيرا من قتل قائد التمرد هنري تودور نفسه لكن قوات هنري استطاعت محاصرته من كل الجوانب وقتلته، وكانت آخر كلماته هي خيانة...خيانة...خيانة بالإشارة إلى أحد مناصريه الذي انقلب عليه. وفي يوم الجمعة الموافق 1\2\2013 تمكن علماء من جامعه ليستر العثور على بقايا رفات الملك ريتشارد الثالث بعد عمل تحليل حمضي لبقايا العظام.

## إرثه وإنجازاته
بمقتل ريتشارد الثالث في معركة بوسورث يكون هو آخر ملوك سلالة آل بلانتاغننت الذين استطاعوا أن يحكموا إنجلترا منذ 1154 إلى 1485.
عندما استلم ريتشارد حاكمية شمال إنجلترا، لم يكن لدى هذه المنطقة أي نشاط اقتصادي كبير، لكنه بسياسته الناجحة استطاع أن يطورها بشكل استثنائي ويجعلها تعتمد على نفسها في التمويل بدلا من اعتمادها على مساعدات لندن المركزية.
في عام 1482 قام ريتشارد بتأسيس ما سمي بمحكمة المطالبات، وهي محكمه متخصصة للفقراء الذين ليس لديهم الإمكانيات لتوكيل ممثل قانوني لهم في المحاكم، وكذلك أمر بإصدار قانون يسمح بدفع كفالة للإفراج عن المتهمين بالسجن قبل صدور الحكم عليهم وذلك لضمان عدم الحجز على ممتلكاتهم والإضرار بهم.
ومن إنجازاته أيضا تأسيسه كلية الأسلحة عام 1484, ورفع القيود على طبع أو بيع الكتب بأنواعها، وإعطاء الأوامر بترجمة كتب القانون من الفرنسية إلى الإنجليزية.

## اكتشاف رفات الملك

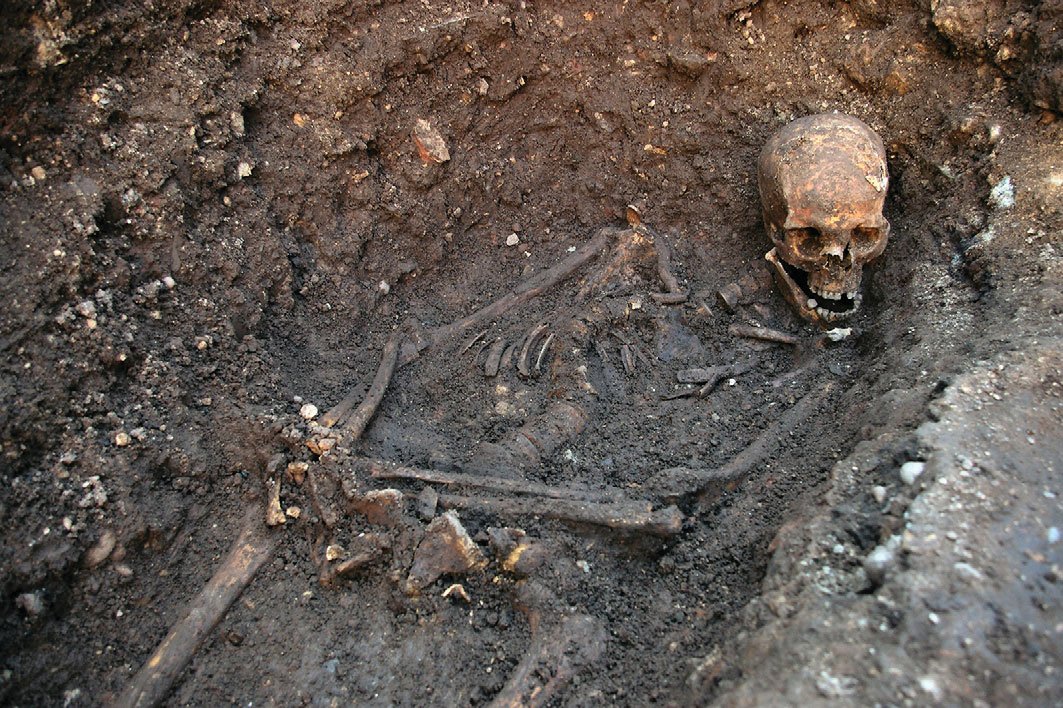

في أغسطس من 2012م وجد هيكل عظمي أثناء تنقيب علماء الآثار مدفونا تحت موقف سيارات في ليستر، وسط إنجلترا. وبعد أشهر من الأبحاث والاختبارات، أعلن العلماء البريطانيون يوم الاثنين 11 فبراير 2013 أنهم مقتنعون ودون أدنى شك أن الهيكل العظمي هو للملك السابق الذي قتل في معركة بوسوورث سنة 1485.